# Pokrowskij-Kathedrale (Ochtyrka)

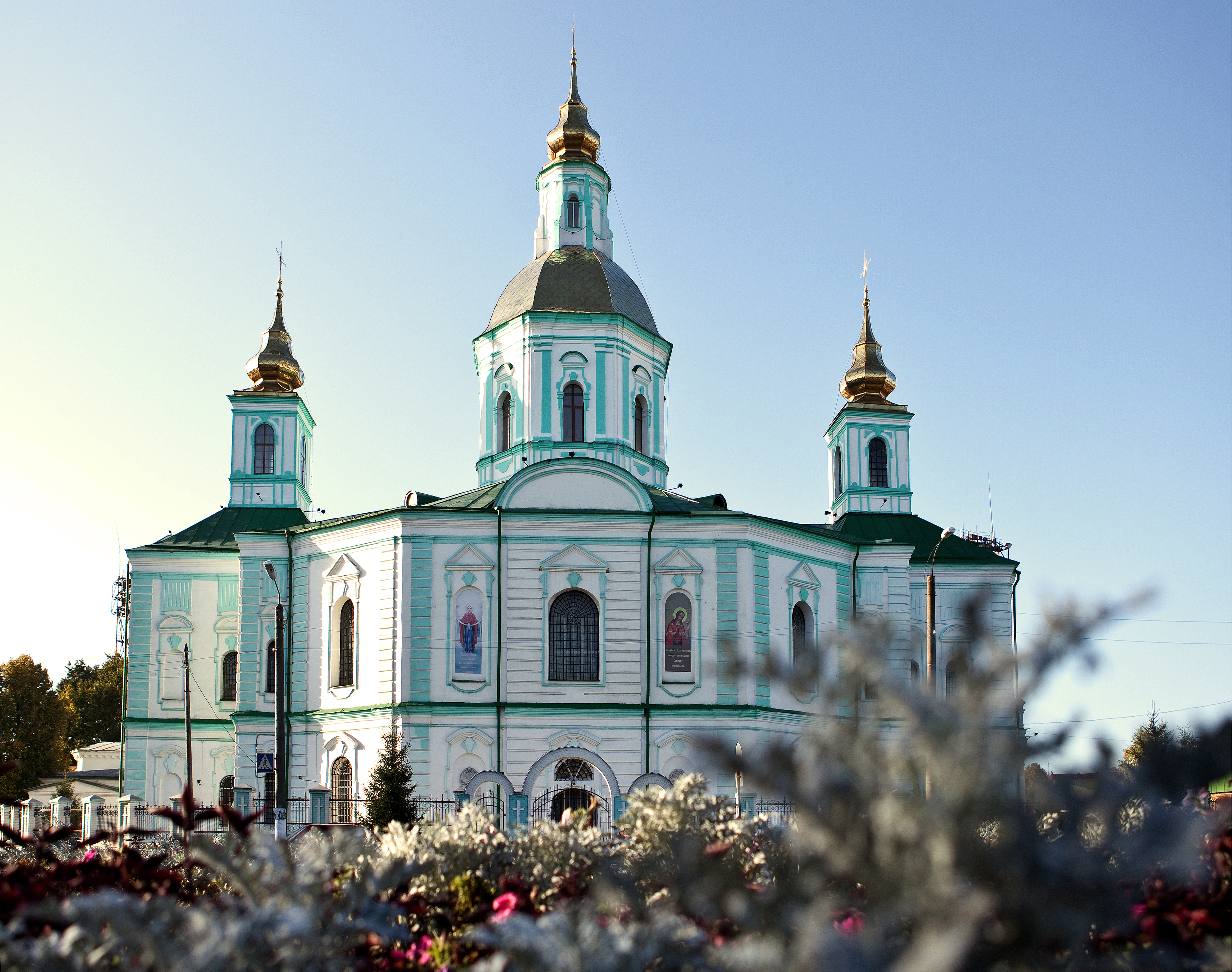
Ochtyrka, Pokrowskij-Kathedrale

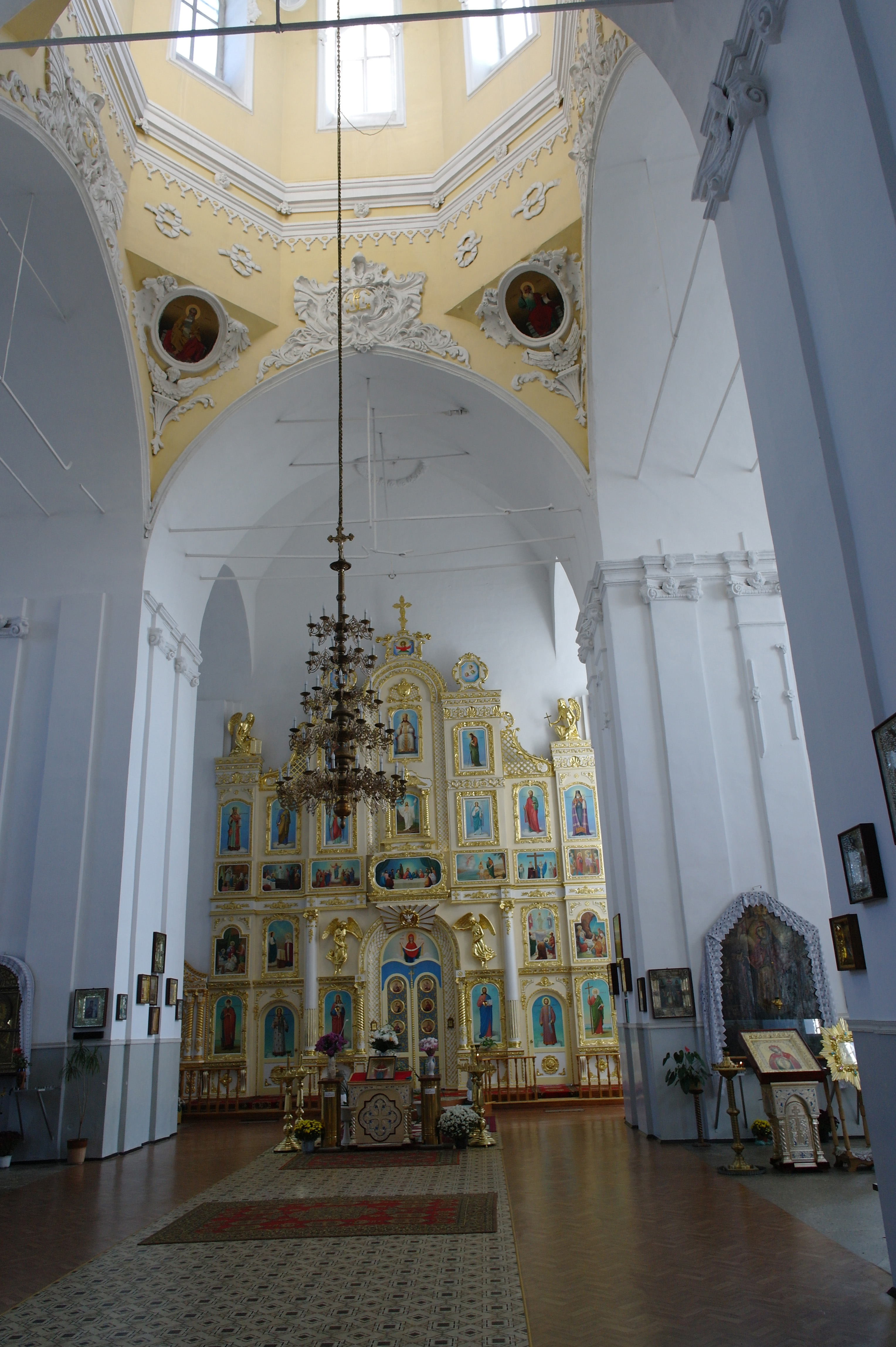
Inneres der Kathedrale

Die Pokrowskij-Kathedrale oder Mariä-Schutz-und-Fürbitte-Kathedrale (ukrainisch Свято-Покровський кафедральний собор Swjato-Pokrowskij kafedralnij sobor) in der Stadt Ochtyrka in der Ukraine ist eine Kathedrale in der Eparchie Sumy und Ochtyrka der Ukrainisch-Orthodoxen Kirche. 

## Geschichte
Außerhalb der Festung von Ochtyrka stand seit ungefähr 1730 eine kleine Mariä-Schutz-und-Fürbitte-Holzkirche. Nach der Erscheinung einer Ikone am 2. Juli 1739, die in die Kirche gebracht wurde und der man wundersame Heilkräfte zusprach, leitete die russische Kaiserin Elisabeth am 26. November 1744 eine Untersuchung ein und ließ im Ergebnis die Muttergottesikone am 7. November 1746 als Wunder anerkennen. Für die Jahre von 1743 bis 1774 wurden ihr 324 Wunderheilungen zugeschrieben. Zudem veranlasste Elisabeth die Errichtung einer Steinkirche 40 Klafter neben der Holzkirche, welche später an das Dorf Dorogoschtsch bei Chotmyschsk (Oblast Belgorod) verkauft und 1771 zerstört wurde.
Die Steinkirche wurde in den Jahren von 1753 bis 1768 von den Architekten Dmitri Wassiljewitsch Uchtomski und Semen Dudinski errichtet. Den benachbarten Glockenturm ergänzte man in den Jahren von 1774 bis 1784. Zum Ensemble gehört neben dem Glockenturm auch die 1825 errichtete Christi-Geburt-Kirche (ukrainisch церква Рідзва Христового). In der Sowjetzeit wurde die Kirche geschlossen und als Lager genutzt. Nach schweren Beschädigungen im Zweiten Weltkrieg wurde Ende der 1960er Jahre über den Abriss des Gotteshauses nachgedacht, um an dieser Stelle ein Hotel oder Kaufhaus zu errichten. Schließlich entschied man sich aber für die Rekonstruktion und setzte diese in den 1970er Jahren um. Am 6. April 1991 wurde der erste Gottesdienst seit mehreren Jahrzehnten abgehalten und bald darauf die Kirche zur Kathedrale der Eparchie Sumy und Ochtyrka erklärt.

## Bau und Anlage
Es handelt sich um einen dreiteiligen Ziegelbau, dessen Mittelteil ein großes Achteck bildet, innerhalb dessen vier quadratisch angeordnete Pfeiler mit Stützbögen und flachen Pendentifs die Hauptkuppel tragen. Es schließen sich der quadratische Altarraum und der Babinez (für die Frauen bestimmter Westteil) an; diese Räume besitzen ein Somknuty-Gewölbe und dekorative Kuppeln. Sämtliche Kuppeln tragen verzierte Laternen mit Zwiebeln. Die Fassaden werden durch rustizierte Pilaster gegliedert. Den Haupteingang betont ein Portikus mit vier Säulen; über ihm sind Flachreliefs mit Figuren der Erzengel angebracht. Im Inneren befinden sich Stuckelemente in vegetabilen und rocailleartigen Formen.

## Würdigung
„Grundriss und Originalität des Interieurs mit dem in die Höhe geöffneten Innenraum machen die … Kathedrale zu einem einzigartigen Baudenkmal des ukrainischen Barocks“, schrieb Grigori Logwin im Jahr 1982. Im Jahr 2007 wurde sie zu einem der „Sieben Wunder der Oblast Sumy“ (ukS|Сім чудес Сумщини) erklärt.